# Cochinita pibil

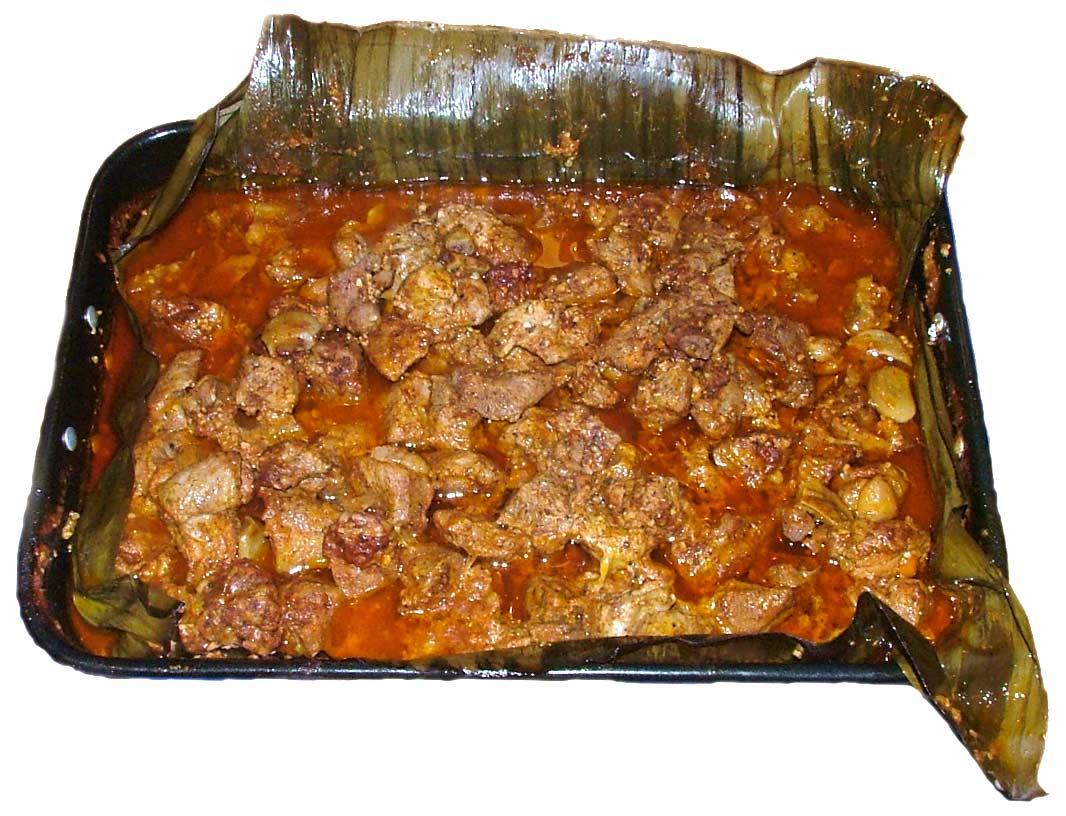
Cochinita pibil

Cochinita pibil é um prato típico da culinária de Yucatán (México), e consiste em carne de porco marinada com achiote, laranja amarga e vários condimentos, cozinhada no forno, dentro de folhas de banana-da-terra. Tradicionalmente, cozinhava-se um porco inteiro (pequeno, de onde o nome “cochinita”, sem vísceras), num forno improvisado num buraco na terra – o “pibil”. 
Para a marinada, começa por se escaldar as sementes de achiote, no mínimo duas ou três horas (noutras receitas usa-se o achiote moído ou em pasta). Numa frigideira grossa, assam-se alhos descascados até ficarem dourados; tiram-se da sertã e coloca-se canela em pau partida em pedacinhos; junta-se ao alho e assam-se da mesma forma grãos de pimenta preta, cominho e cravinhos. Junta-se esta mistura de temperos às sementes de achiote, com a água em que escaldaram, e com o sumo de laranja amarga (na falta, pode usar-se laranja normal e limão), vinagre, sal e orégãos secos; moi-se a mistura num almofariz ou no liquidificador.
Usa-se esta pasta para marinar a carne de porco (pode ser carne magra ou misturada, com ou sem ossos) partida em pedaços. Entretanto, amaciam-se as folhas de bananeira, seja numa chapa, sobre um lume de brasas, ou escaldando-as. Forra-se um recipiente que possa ir ao forno com as folhas, deixando bordas suficientes para enrolar a carne. Coloca-se a carne com a marinada, tapa-se ou enrola-se com folha de bananeira e cobre-se o recipiente com folha de alumínio, para que a carne coza no vapor e as folhas não sequem. Cozinha-se no forno durante o tempo suficiente para que a carne se possa desfazer. Abre-se o “embrulho”, desfaz-se a carne, mistura-se bem com o molho e serve-se em tacos, tortillas ou tostadas, acompanhada com “salsa yucateca de chile habanero”, um molho em que se mistura aquela malagueta com cebola curtida com sumo de laranja amarga (ou vinagre), sal e orégão. 